# Kunstbibliothek
La Kunstbibliothek (Bibliothèque d’Art) est la bibliothèque scientifique centrale des Collections Nationales de Dresde  (Staatliche Kunstsammlungen Dresden). Elle se situe dans l'aile Sud du Château de la Résidence de Dresde.
Le choix des livres correspond aux points forts qui marquent les diverses collections des musées.
À côté de la littérature sur l’histoire de l’art et la littérature d’art d’Europe de l’Est, on y trouve une collection riche et très variée de monographies d’artistes et de catalogues d’exposition du monde entier qui se trouve au centre de la bibliothèque.
Il existe, au total, environ 130 000 titres consultables sur place disponibles pour faire des études et de la recherche, qui, pour faciliter l’usage, sont classés selon des critères thématiques. Par ailleurs, les 100 000 titres appartenant aux bibliothèques individuelles des musées peuvent être mis en place et consultés sur demande.
La bibliothèque a intégré le château au milieu des années 2000. Elle a ainsi offert la condition préalable pour que se développe un centre de recherche, selon le directeur des Collections, le Professeur Martin Roth.